# St. Bartholomäus (Himbergen)

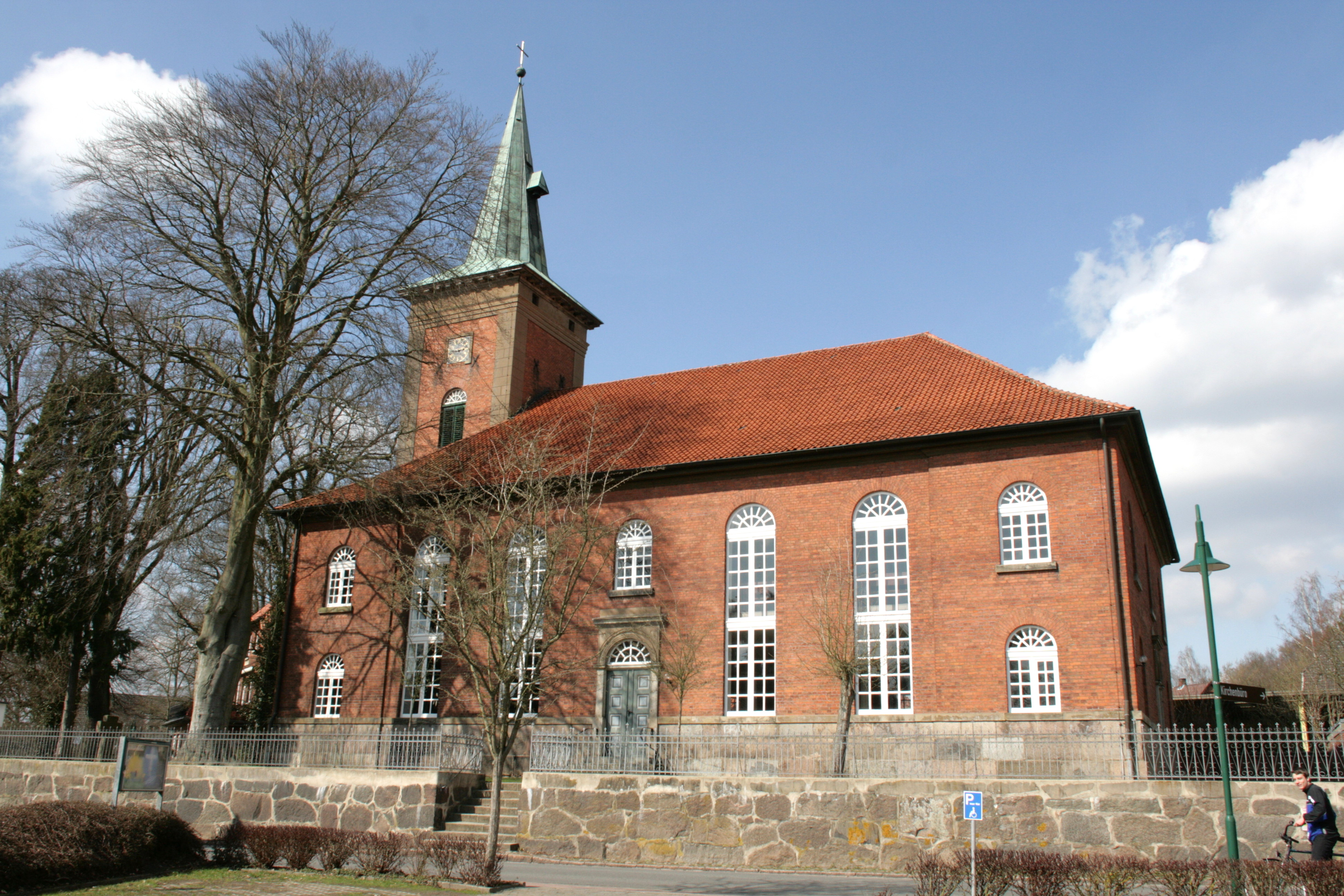
St.-Bartholomäus-Kirche in Himbergen

Die klassizistische St.-Bartholomäus-Kirche in Himbergen in der Lüneburger Heide ist das evangelisch-lutherische Gotteshaus des Ortes.
Die Saalkirche mit einem Westturm ist ein Backsteinbau auf einem Granitsockel.

## Geschichte
Die heutige Kirche ist nicht die erste Kirche, die in Himbergen gebaut wurde. Über den Vorgängerbau, eine Holzkirche, ist wenig bekannt. Die Himberger Kirche wird vermutlich im 14. Jahrhundert gegründet worden sein. Erstmals wird sie in Verdener Geschichtsquellen gegen Ende des 14. Jahrhunderts genannt. Nach der Sperrung der alten Holzkirche wurde das Stall- und Scheunengebäude von Kröger Bergmann als Interimskirche eingerichtet. Das Stall- und Scheunengebäude mit 50 Fuß Länge und 32 Fuß Breite bot nur Raum für ca. 200 Personen. Kröger Bergmann erhielt 46 Thaler Pacht.
Die Kosten für die Einrichtung sind mit 127 Thalern und 22 guten Groschen belegt. Nicht mehr Benötigtes wurde meistbietend verkauft, wie das Leichenhaus. Der Erlös wurde für den Bau der neuen Kirche verwendet. Am 15. Dezember 1832 wurde der Kirchenneubau beschlossen. Veranschlagt waren 14000 Taler als Bausumme, die durch den Haushalt des Kirchspiels aufzubringen war. Der Entwurf stammte von dem Konsistorialbaumeister Hellner. Im Jahr 1842 begannen die Bauarbeiten und bis Michaelis 1843 war die Kirche fertig. Die Kirche ist 28,75 m lang, 18,65 m breit und 9 m hoch. Der Kirchturm ist 34 m hoch. Die Einrichtung der alten Holzkirche wurde nach Möglichkeit übernommen: Bildhauerarbeiten, Altar, Sanduhr, Schalldeckel über der Kanzel und Bänke. Der Bau war am 13. Dezember 1844 weitgehend vollendet. Die Gesamtkosten einschließlich der Kirchenmauer, Orgel (1000 Taler) und Hand- und Spanndienste betrugen insgesamt 18000 Taler, dazu kommen die Ausgaben für zwei neue Schulhäuser mit 3200 Talern.
| Pastorenliste Name                                      | Amtszeit  |
| ------------------------------------------------------- | --------- |
| Jacobus Windtisem                                       | 1422–1439 |
| Hinricus Perbrandt                                      | 1440–1960 |
| Simon Hornius                                           | 1460–1481 |
| unbekannt                                               | 1481–1509 |
| Gerd Harding (oder Gerding)                             | 1510–1540 |
| Petrus Schmidt                                          | 1541–1577 |
| Simon Horn                                              | 1581      |
| Johann Hülsemann                                        | 1582–1608 |
| Bernhard Baumgardt                                      | 1608–1615 |
| Heinrich Montanus (Bergmann)                            | 1615–1647 |
| Wilhelm Montanus                                        | 1647–1657 |
| Christian Rausch (Rauschker)                            | 1657–1670 |
| Julius Eickhoff                                         | 1670      |
| Johannes Carstens                                       | 1670–1682 |
| Ernst Polemann                                          | 1670–1711 |
| Heinrich Polemann                                       | 1711–1741 |
| Carl Ludwig Lodemann                                    | 1741–1758 |
| Laurentius Nicolaus Rodewald                            | 1759–1767 |
| Friedrich Guden                                         | 1768–1770 |
| Friedrich C. B. Culemann                                | 1771–1789 |
| Johann Friedrich Knopff                                 | 1790–1821 |
| Johann Ludwig Conrad Becker                             | 1821–1822 |
| August Ludwig Wilhelm Hölty                             | 1823–1849 |
| Gottfried Heinr. Joh. Oldendorf                         | 1849–1851 |
| Carl Gottlieb Lyssmann                                  | 1851–1861 |
| Franz Gottlieb J.Mummbrauer                             | 1861–1883 |
| Friedrich Ludwig Schmidt                                | 1884–1894 |
| Heinrich Christian Wilh. Ficken                         | 1895–1912 |
| Christian Theodor J. Achilles                           | 1913–1934 |
| Carl Emil H.B. Otto Habenicht                           | 1935–1939 |
| Günther Max Julius Marr                                 | 1939–1941 |
| Hedenreich                                              | 1942–1943 |
| Hildebrandt                                             | 1943–1944 |
| Otto Heinrich Dohmeier                                  | 1944–1951 |
| Helmut Dierich Carl Erdsiek                             | 1952–1973 |
| Guntram Tscharntke                                      | 1973–1980 |
| Klaus Schulz-Sandhof                                    | 1981–1991 |
| Gabriele Ahnert-Sundermann u. Dr. Hans Georg Sundermann | 1992–1998 |
| Rüdiger Kitzmann                                        | 1999–2010 |
| Ulf Cyriacks                                            | 2010–     |

## Kirchenausstattung

### Orgel
Mit dem Orgelbau wurde die Firma Furtwängler aus Elze 1862 beauftragt, wofür die Gemeinde 1395 Taler aufwendete. Die Aufstellung der Orgel sollte bis zum 1. April 1863 erfolgen, wobei eine Anzahlung von 1000 Talern bei Lieferung und nach Revision der Rest von 395 bezahlt werden sollte. 1863 wurde die alte Orgel verkauft und im November die neue Orgel vom Gutachter als hervorragend beurteilt.

### Glocken
Die große Glocke wurde 1616 in Hamburg gegossen und 1731 in Lüneburg umgegossen. Im Jahr 1942 wurden die Glocken zum Einschmelzen nach Hamburg transportiert. Die große Glocke (1020 kg) wurde 1947 in Lüneburg auf einem Glockenfriedhof gefunden und lag zum Abtransport nach Himbergen bereit. Am 30. Juli 1947 wurde sie in Himbergen in Empfang genommen. Nach einem Riss 1958 wurde die Glocke von der Firma Lachenmeyer aus Nördlingen bei einer Garantie von Klang- und Formerhalt vor Ort geschweißt. Sie trägt die Inschrift: „Kommet her zu mir alle, die ihr mühselig und beladen seid; ich will euch erquicken.“ und das Wort der Verheißung: „Also hat Gott die Welt geliebt, dass er sein eingeborenen Sohn gab, auf das alle, die an ihn glauben, nicht verloren werden, sondern das ewige Leben haben.“
Die zweite, kleinere Glocke wurde 1688 in Lüneburg angeblich aus einer gesprungenen älteren Glocke umgegossen und trägt die Innenschrift „Soli deo gloria“.
Zwei weitere Glocken goss die Glockengießerei Rincker in Sinn/Dillkreis am 15. März 1966. Die größere (534 kg) dem Gedenken an die Opfer der beiden Weltkriege gewidmete mit der Inschrift: „Verleih uns Frieden gnädiglich, Herr Gott, zu unseren Zeiten!“ wurde 1966 geweiht. Die kleinere (231 kg) trägt die Inschrift: „Singe dem Herrn ein neues Lied.“

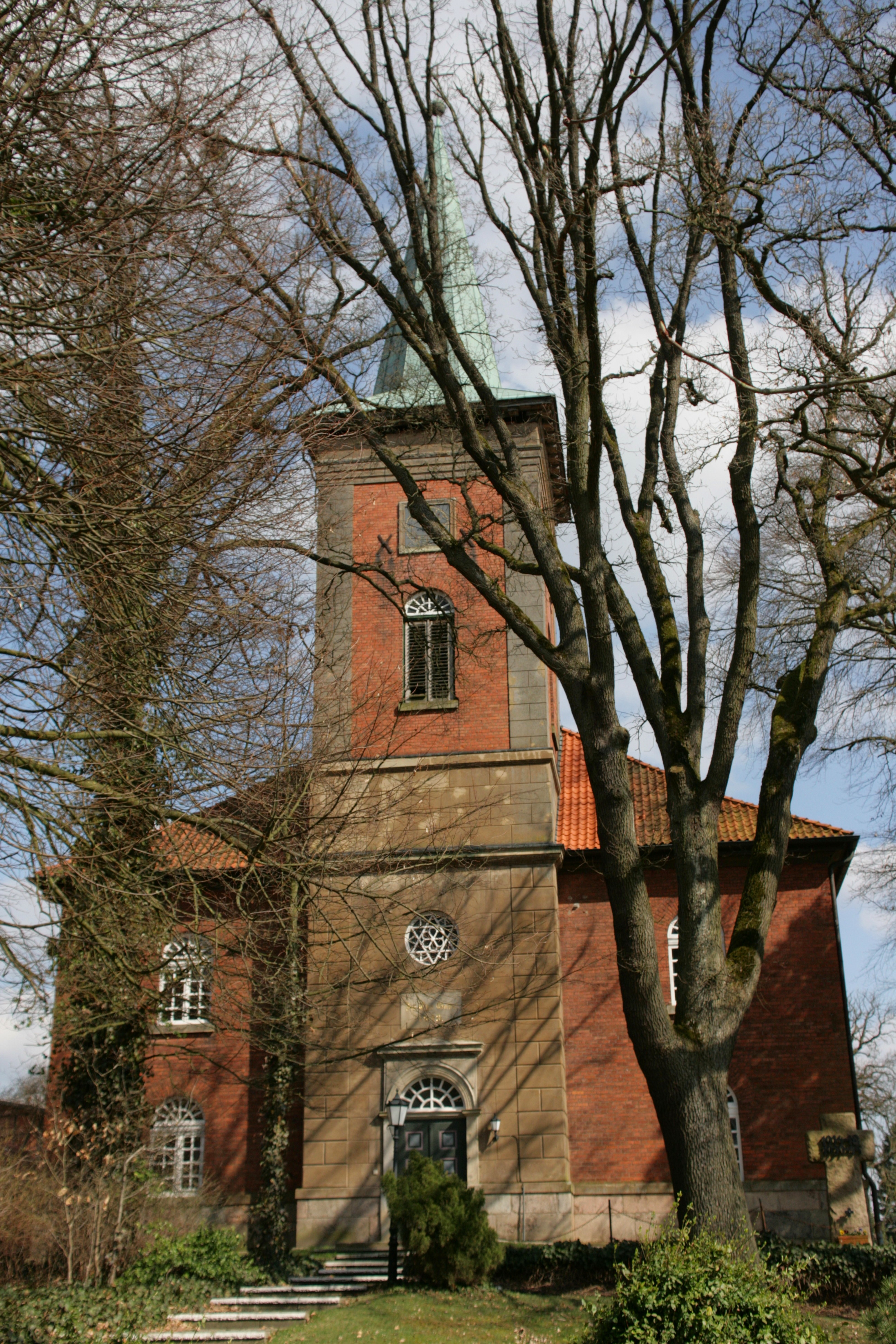
Kirchturm

### Kirchturm
In den 1940er Jahren war es notwendig geworden, den mit Naturschiefer gedeckten Turm zu überholen, da ein Teil der Schieferbefestigung durchgerostet war. Die Renovierung übernahm Dachdeckermeister Walter Kaiser im Sommer 1949. Da das Schieferdach weiterhin eine Gefahrenquelle bildete, da Schiefern vereinzelt herunterfielen und im Gebälk Schäden auszubessern waren, ersetzte Meister Bade aus Bad Bevensen 1965 das alte Schieferdach durch eine neue Kupfereindeckung. Die Kosten beliefen sich auf 29.000 DM.

### Innenausstattung und Kunst
Über dem Turmeingang befindet sich eine Inschrifttafel mit dem Text „Zur Ehre Gottes! 1843.“, darüber ein Kreisfenster, dessen Sprossenwerk an König David erinnert. Schallluken und Zifferblätter lösen die Flächen des Glockengeschosses auf. An den Längsseiten des Kirchenschiffes mit insgesamt sieben Fensterachsen stehen an den Ecken einachsige Risalite knapp vor, auf denen, die an den beiden Schmalseiten, rundbogige Fenster in zwei Stockwerken angeordnet sind. Die Portale liegen in den Mittelachsen und werden durch schmale Putzbänder herausgehoben. Mit Ausnahme des Turmes ist das Äußere schmucklos gehalten.
Im Inneren ist das Mittelschiff mit einer Spiegeldecke überwölbt, die umlaufende Empore wird unten von dorischen Säulen getragen, die sich oberhalb wiederholen, um die Last der Decke aufzunehmen. Die Brüstung in Rahmen und Füllung spannen sich dazwischen. Das Gesims unterhalb des Spiegelgewölbes teilt sich, wie bei Hellner üblich, in Architrav, Zahnschnittfries und Gesims. Für eine neue und breitere Orgel wurde die Westempore vorgezogen und auf dünne Gusseisenstützen gestellt. Die Altarwand zeichnet sich durch kannelierte dorische Pilaster unten in sechs kannelierte Säulen oben aus. Zwischen den beiden mittleren ist die Kanzel eingerichtet.
Die Figuren einer Kreuzigungsgruppe an der Ostwand stammen aus dem Mittelschrein eines spätgotischen Schnitzaltars.

## Friedhof
Der bei der Verkoppelung angelegte neue Friedhof hatte eine Größe von fast fünf Morgen. 1869 wurde durch Landankauf von der Pfarrgemeinde der Friedhof vergrößert.